# Чернявский, Иван Еремеевич
Ива́н Ереме́евич Черня́вский (4 августа 1930, Куцовка, Смелянский район — 1 марта 2001) — советский украинский легкоатлет, специалист по бегу на длинные дистанции и кроссу. Выступал на всесоюзном уровне в 1954—1961 годах, многократный призёр чемпионатов СССР в беге на 5000 и 10 000 метров, участник летних Олимпийских игр в Мельбурне. Представлял Киев и спортивное общество «Колгоспник». Мастер спорта СССР (1956).

## Биография
Родился 4 августа 1930 года в деревне Куцовка Смелянского района Черкасской области Украинской ССР. Детство провёл в расположенной неподалёку Макеевке, куда семья переехала в 1937 году.
Занимался лёгкой атлетикой в Киеве, проходил подготовку под руководством Владимира Флориановича Зданевича, позже был подопечным Григория Исаевича Никифорова. Состоял в добровольном спортивном обществе «Колгоспник». Окончил Киевский государственный институт физической культуры (1961).
Впервые заявил о себе на взрослом всесоюзном уровне в сезоне 1954 года, выиграв серебряные медали в беге на 5000 и 10 000 метров на чемпионате СССР в Киеве — в обоих случаях уступил Владимиру Куцу.
В 1955 году в дисциплине 5000 метров взял бронзу на чемпионате СССР в Тбилиси, выполнил норматив мастера спорта СССР.
В 1956 году на чемпионате страны в рамках Первой летней Спартакиады народов СССР в Москве вновь стал серебряным призёром на дистанциях 5000 и 10 000 метров, снова пропустив вперёд Владимира Куца. Благодаря череде удачных выступлений удостоился права защищать честь страны на летних Олимпийских играх в Мельбурне — здесь в тех же дисциплинах финишировал десятым и шестым соответственно.
После мельбурнской Олимпиады Чернявский ещё в течение некоторого времени оставался действующим спортсменом и продолжал принимать участие в крупных легкоатлетических турнирах. Так, в 1957 году он отметился выступлением на VI Всемирном фестивале молодёжи и студентов в Москве, где получил бронзовую награду в беге на 10 000 метров.
В 1958 году выиграл серебряную медаль в дисциплине 5 км на весеннем чемпионате СССР по кроссу в Москве, уступив на финише Петру Болотникову.
На чемпионате СССР 1959 года в Москве финишировал пятым и четвёртым в дисциплинах 5000 и 10 000 метров соответственно.
По завершении спортивной карьеры в 1961 году вместе с семьёй переехал на постоянное жительство в Ровно, где работал руководителем учебно-спортивного отдела ровенского областного совета ДСО «Колгоспник». С 1963 года преподавал физическую культуру в местной общеобразовательной школе № 2. Позднее — преподаватель на кафедре физического воспитания Украинского института инженеров водного хозяйства. Преподавал физическое воспитание в ровенском ПТУ № 5.
Умер 1 марта 2001 году в возрасте 70 лет.

## Награды
- Орден «Знак Почёта» (27.04.1957) — «за успехи, достигнутые в деле развития массового физкультурного движения в стране, повышения мастерства советских спортсменов, и успешное выступление на международных соревнованиях»